# Dinko Šakić
Dinko Šakić  (8 de septiembre de 1921 – 20 de julio de 2008)  fue un criminal de guerra croata, perteneciente a la Ustacha, que fue el comandante del campo de concentración de Jasenovac durante la existencia del Estado Independiente de Croacia entre abril y noviembre de 1944, en el transcurso de la Segunda Guerra Mundial, y director del mismo lugar por un corto periodo. 
En 1945, tras el colapso de la Alemania nazi encontró refugio en España, siendo acogido por el franquismo, que bajo la dictadura de Francisco Franco albergaba entonces a otros muchos exiliados fascistas y nazis de diferentes países. En el año 1956 bajo una identidad falsa se instaló en un chalet ubicado en la ciudad de Santa Teresita, donde devino en empresario textil e importante referente de la comunidad croata en aquel país, llegando incluso a trabar amistad con el dictador paraguayo Alfredo Stroessner llevando una vida tranquila en territorio argentino, e incluso conoció al entonces presidente de Croacia Franjo Tuđman cuando realizó una visita oficial a Buenos Aires en 1994. En 1998, mientras el gobierno argentino de Carlos Menem trabajaba secretamente en la deportación del criminal a su país natal para ser enjuiciado por crímenes de guerra, se preparó una cámara oculta, aprovechando el Mundial de Francia 1998, y que Croacia sé encontraba en la fase de grupos junto a Argentina. Los periodistas fueron hasta su casa, (ubicada en el número 258 de la calle 9, en la localidad de Santa Teresita), y con la excusa de estar buscando entrevistas a croatas, japoneses y jamaicanos residentes en el país, comenzaron a hacer preguntas vinculadas al deporte. Luego, simulando apagar la cámara, empezaron a hacer preguntas sobre su pasado. Durante este diálogo, confesó haber sido director de Jasenovac, (en donde por su propia mano, había llegado a ejecutar prisioneros serbios, eslovenos, judíos, gitanos, musulmanes bosnios, comunistas y partisanos de Tito).
Horas más tarde, mientras las imágenes de la cámara oculta se transmitían por televisión nacional, Šakić era detenido por la policía argentina en Santa Teresita. En todos los videos de su detención se lo veía sonriente.
En su país de origen fue hallado responsable de crímenes de lesa humanidad y condenado a veinte años de prisión. Su esposa también fue luego acusada también de los mismos crímenes y expulsada de Argentina. Falleció en Zagreb, de una larga enfermedad no revelada.